# Fast Attack Craft
Le FAC (acronimo di Fast Attack Craft, in italiano "vascello da attacco rapido") sono unità litoranee d'attacco veloci con compiti offensivi di attacco rapido, che, a seconda dei loro compiti possono essere armate di cannoni, mitragliere o mitragliatrici, di missili antinave o siluri, generalmente impiegate in prossimità delle zone costiere. Le unità di questo tipo vengono impiegate in compiti di pattugliamento delle acque territoriali ed internazionali nella zona economica esclusiva, nella protezione dei porti, nella intercettazione, nelle ispezioni a bordo di navi civili sospette e possono svolgere in alcuni casi anche il ruolo di cacciasommergibili e finanche delle corvette. Generalmente hanno una stazza che varia dalle 50 alle 400 tonnellate, ma che in alcuni casi può anche superare le 1000 tonnellate ed una velocità che può variare da 25 fino a 50 nodi. In alcuni casi queste unità hanno avuto una continua evoluzione nel corso degli anni, in alcune configurazioni hanno quasi raggiunto le dimensioni e ricoperto i compiti di una corvetta o di una minifregata, come nel caso delle Combattante francesi o come le Sa'ar israeliane che da unità litoranee di attacco veloce si sono evolute in piccole corvette nella versione Sa'ar 4.5 e in vere e proprie corvette nelle Sa'ar 5 che imbarcano anche un elicottero. 

## Storia
Nella seconda metà del XIX secolo la Jeune École francese propose la teoria che le marine militari dovessero avere un gran numero di navi piccole agili e veloci per affrontare una eventuale invasione di una grande flotta. Tale idea venne messa in pratica negli anni settanta, quando sia la Royal Navy inglese sia la Marine Nationale francese avevano tra le loro navi delle piccole unità veloci con propulsione a vapore armate di siluri denominate torpediniere. La potenziale minaccia di queste unità venne arginata con l'introduzione dei cacciatorpediniere nel 1893, unità navali di dimensioni maggiori, che equipaggiate di cannoni potevano distruggere le torpediniere che entravano nel raggio di azione delle armi di bordo.
Nel corso della prima guerra mondiale, queste piccole unità siluranti tornarono in auge con l'introduzione del motore a benzina e la Gran Bretagna e l'Italia si dotarono di queste unità denominate rispettivamente nelle loro marine Coastal Motor Boat e Motoscafo Armato Silurante, che nella Regia Marina veniva comunemente denominato MAS. Tra i successi ottenuti da queste unità l'affondamento da parte italiana della corazzata austriaca Szent István avvenuto in Adriatico al largo dell'isola di Premuda da parte del MAS comandato da Luigi Rizzo il 10 giugno 1918, mentre da parte inglese l'affondamento durante la guerra civile russa dell'incrociatore della Flotta Rossa Pamjat' Azova, alla fonda a Kronštadt avvenuto il 18 giugno 1919. La principale caratteristica di queste piccoleunità navali era la maneggevolezza e la velocità con cui si avvicinavano alle navi nemiche per il lancio di siluri; prive di ogni protezione contro il fuoco nemico la loro principale arma di difesa era la velocità e manovrabilità soprattutto mentre si ritiravano, oltre alla silenziosità e alla difficoltà di individuarne la sagoma di notte o nella nebbia nell'attacco a bassa velocità.
Il progetto di questo tipo di unità maturò nel corso degli anni trenta, con i motori diesel che sostituirono i motori a benzina, essendo più sicuri e meno infiammabili rispetto a questi ultimi. Tali unità vennero denominate Motor Torpedo Boat (MTB) e Motor Gun Boat (MGB) nella Royal Navy, Patrol Torpedo Boat (PTB) nella US Navy statunitense e schneellboote nella Kriegsmarine tedesca oltre ai MAS della Regia Marina Italiana e queste unità vennero largamente impiegate nel corso della seconda guerra mondiale, ma la loro pericolosità passò in secondo piano rispetto alla minaccia aerea. Nella Royal Navy, alcune di queste unità, come le Fairmile D potevano essere configurate sia come MGB Motor Gun Boat che come Motor Torpedo Boat o abbinare le due configurazioni. Questa caratteristica venne copiata da molte marine nel dopoguerra, in particolare quella italiana, con le motoconvertibili, che potevano essere configurate come motocannoniere, come motosiluranti o come posamine, passando da una configurazione all'altra, con poche ore di preavviso.
Al termine della seconda guerra mondiale l'uso di questo tipo di unità ebbe un declino sia nella Royal Navy sia nella US Navy, mentre la marina sovietica continuò ad avere nella sua flotta un consistente numero di tale tipo di naviglio e furono proprio i sovietici alla fine degli anni cinquanta che con lo svipuppo dei missili antinave ad avere nella propria flotta le prime motocannoniere missilistiche, con l'entrata in servizio delle Komar che derivavano dalle precedenti motosiluranti classe P6 con la sostituzione dei lanciasiluri con lanciamissili per missili antinave SS-N-2 Styx. Al progetto delle Komar seguirono le motocannoniere missilistiche della Classe Osa. Le Komar si resero protagoniste di un clamoroso successo quando il 21 ottobre 1967, pochi mesi dopo la guerra dei sei giorni, due Komar egiziane affondarono il cacciatorpediniere israeliano Eilat in avvicinamento a Porto Said centrandolo sparandogli contro i loro quattro missili senza nemmeno uscire dal porto. Gli israeliani reagirono dotando di missili le loro Sa'ar. La risposta occidentale a questo tipo di naviglio sovietico fu il progetto franco-tedesco delle Combattante II e Combattante III, evoluzione della motocannoniera francese La Combattante, costituita in un unico esemplare
Nel corso della guerra del Kippur nell'ottobre 1973 vi furono le più grandi battaglie tra unità di questo tipo, con le Sa'ar israeliane che nella battaglia di Latakia riportarono una schiacciante vottoria sulle unità della marina siriana affondarono una torpediniera, un dragamine, due motomissilistiche Komar e una motomissilistica Osa e replicando il successo alcuni giorni dopo nella battaglia di Damietta, in cui le Sa'ar israeliane affrontarono quattro motomissilistiche egiziane del tipo Osa I, affondandone tre di esse, vendicando così l'affondamento del cacciatorpediniere Eilat, avvenuto sei anni prima ad opera delle motovedette egiziane.

## Classificazione
Secondo il loro armamento o i loro compiti di impiego queste unità possono essere classificate:
FAC (G) (fast attack craft (gun)) motocannonieredotate di armamento artiglieresco armate di cannoni fino ad un calibro massimo di 76mm con funzioni duali antiaerea a antinave e/o mitragliere o mitragliatrici per la difesa antiaerea di punto.
FAC (M) (fast attack craft (missile)) motomissilistichearmate di missili antinave o antiaerei per la difesa antiaerea a medio raggio
FAC (P) (fast attack craft (patrol)) pattugliatoriarmate sia di armamento artiglieresco che silurante o eccezionalmente anche missilistico, destinate al pattugliamento costiero
FAC (T) (fast attack craft (torpedo)) motosilurantiarmate di siluri, impiegate nel pattugliamento costiero in funzione antisommergibile, possono svolgere anche compiti di cacciasommergibile
FAH (M) (fast attack hydrofoil (missile)) aliscafi lanciamissiliarmati di missili, questa categoria di imbarcazioni fece la sua comparsa alla fine degli anni sessanta e dopo una fase di sperimentazione sono entrate in servizio negli anni settanta nella US Navy con la classe Pegasus e nella Marina Militare con le unità della Classe Nibbio che vennero realizzati anche per la marina giapponese. Queste unità sono state messe in disarmo dalle rispettive marine di appartenenza nel corso degli anni novanta.